# Carlos Apolinário
Carlos Alberto Eugênio Apolinário (São Paulo, 28 de abril de 1952 - São Paulo, 14 de fevereiro de 2019) foi um advogado e político brasileiro. Foi deputado estadual pelo estado de São Paulo por três mandatos, além de deputado federal por São Paulo e vereador pela cidade de São Paulo por três mandatos.

## Biografia
Filho de Pedro Eugênio Apolinário e de Minervina Eugênio Apolinário, Carlos veio de uma família de origem humilde. Cresceu na periferia da cidade de São Paulo, mais precisamente nos bairros da Vila Maria e Vila Medeiros, zona norte de São Paulo.
Formado em Direito, foi empresário e político na cidade de São Paulo. Começou a trabalhar aos catorze anos de idade como auxiliar de torneiro mecânico. Passou três anos na metalurgia, até iniciar uma carreira como vendedor de carteiras plásticas, aos dezessete. Um ano mais tarde Apolinário abriu uma empresa de produtos plásticos.
Casado com Dalva Apolinário, ele teve dois filhos, Carlos Apolinário Junior e Claudio Apolinário, que é casado com Elisângela Apolinário e tem três netos.
Evangélico desde a infância, foi membro da Assembléia de Deus Ministério de Madureira do Brás, em São Paulo.

## Carreira política
Em 1982 foi eleito deputado estadual pela primeira vez, tinha 29 anos de idade, era formado em Direito e dono de uma indústria de plástico. Foi reeleito por mais dois mandatos consecutivos, (1987/1991 e 1991/1995) pelo PMDB. Na Assembleia Legislativa foi membro das comissões de Transporte e Comunicação, de Promoção Social e Administração Pública. No último mandato como deputado estadual, no biênio 1991/1993, foi presidente da Assembleia Legislativa e assumiu o Governo de São Paulo interinamente entre 8 e 18 de maio de 1992.
Em 1994, eleito deputado federal, foi relator da Lei Eleitoral e vice-presidente da Comissão de Ciência, Tecnologia e Comunicação. Em 2000, foi eleito vereador em São Paulo, sendo reeleito em 2004 e 2008.
Candidatou-se ao cargo de governador de São Paulo duas vezes, em 2002, pelo PGT e em 2006, pelo PDT, mas não foi eleito, terminando em 4.º lugar nos dois pleitos.

### Projetos de lei
Como deputado estadual por doze anos, foram apresentados 72 projetos de lei, 43 emendas à Constituição e 798 pareceres nas Comissões Técnicas. Entre as leis, destacou-se a Lei Seca, que proíbe a venda de bebidas alcoólicas nos bares e restaurantes às margens das estradas do estado de São Paulo.
Na Câmara Federal foi relator da Lei Eleitoral.
Como vereador em São Paulo, foram apresentados 17 projetos. Os principais são: o que restringe a propaganda de bebidas e cigarros nos outdoors da cidade; o que estabelece novos valores de multas para quem desrespeitar a lei que disciplina a exposição de propaganda de material com apelo sexual; o que disciplina a reciclagem do lixo em São Paulo e o Projeto que abranda a de Lei do PSIU (Programa de Silêncio Urbano), acabando com a denúncia anônima e mudando o local de medição para a casa do denunciante.
A nova lei do PSIU foi motivo de polêmica e muita crítica, virando Trend Topic no X.com. A grande maioria das críticas era relacionada ao estímulo à poluição sonora que a lei gerou, por causar constrangimento ao denunciante, que não pode mais ser anônimo. Outros pontos polêmicos foram abaixar o valor da multa e dar pelo menos 90 dias para que o barulho seja resolvido. Segundo os jornais locais e o próprio Carlos Apolinário (em entrevista ao site Defesa da Fé), o objetivo era evitar a fiscalização abusiva em igrejas.
Foi autor do projeto de lei 294/2005 que criava o Dia do Orgulho Hétero, que foi aprovado pela Câmara Municipal de São Paulo em 2 de agosto de 2011. Segundo ele, o projeto tinha como finalidade conceder os mesmos direitos que os grupos homossexuais conquistaram aos heterossexuais. Apolinário tinha, previamente, escrito colunas na Folha de S.Paulo e concedido entrevistas manifestando-se contra a aprovação da PL 122, que pretendia criminalizar a homofobia no Brasil. O polêmico projeto de lei proposto por Apolinário obteve repercussão internacional, sendo destaque nos sites das revistas estadunidenses The Advocate, Time, e Forbes e foi vetado no final do mês de agosto por Gilberto Kassab, então prefeito da cidade de São Paulo, que afirmou que o projeto era "materialmente inconstitucional e ilegal, bem como contraria o interesse público".

## Morte
Faleceu em 14 de fevereiro de 2019, aos 66 anos de idade, vítima de câncer. Seu corpo foi enterrado no Cemitério do Morumbi, na cidade de São Paulo.